# 튀니지의 국장

튀니지의 국장

튀니지의 국장은 1989년 9월 2일에 제정되었다.
금색 방패 상단에는 선박이 그려져 있으며, 방패 가운데에 그려져 있는 리본에는 튀니지의 나라 표어인 "자유, 질서, 정의" ("حرية، نظام، عدالة", "Hurriya, Nidham, 'Adala") 라는 문구가 아랍어로 쓰여져 있다.
방패 하단 왼쪽에는 천칭이 그려져 있으며, 하단 오른쪽에는 칼을 든 사자가 그려져 있다.
방패 위에는 튀니지의 국기 가운데에 그려진 빨간색 초승달과 별 문양이 그려져 있다.

## 역대 국장

1957-1963
1963-1989

## 같이 보기
- 튀니지의 국기